# Neẖalim
Neẖalim (hebreiska: נחלים) är en ort i Israel.   Den ligger i distriktet Centrala distriktet, i den norra delen av landet. Neẖalim ligger 47 meter över havet och antalet invånare är 2 061.
Terrängen runt Neẖalim är huvudsakligen platt, men österut är den kuperad. Runt Neẖalim är det mycket tätbefolkat, med 1 632 invånare per kvadratkilometer. Närmaste större samhälle är Tel Aviv, 12,5 km väster om Neẖalim. Trakten runt Neẖalim består till största delen av jordbruksmark.